# 우리 가족 마법사: 극장판
우리 가족 마법사: 극장판(Wizards of Waverly Place: The Movie)은 2009년 개봉한 미국의 코미디 판타지 영화이다. 《우리 가족 마법사》의 TV 영화 버전이며, 미국, 일본 등에서는 디즈니 채널 오리지널 무비로 방송되었다. 이 영화의 제작은 2009년 2월 15일부터 푸에르토리코에서 시작되었다. 로케는 뉴욕과 로스앤젤레스에서도 열렸다.

## 줄거리
루소 가족은 마법을 쓰지 않는 휴가를 떠나 카리브해에 도착한다. 그곳에서 거리 마술사이자 전직 마법사인 아치를 만나는데, 그는 앵무새로 변한 여자친구 지젤을 인간으로 되돌리기 위해 '꿈의 돌'을 찾으려 하고 루소 가족에게 도움을 요청한다. 아버지는 위험하다며 거절하지만, 휴가 중 알렉스는 마법을 쓰려다 엄마에게 혼나고 화가 나 부모님이 만나지 않았으면 좋겠다고 소원을 빈다. 그 순간 숨겨둔 마법 지팡이와 책으로 인해 현실이 바뀌어 부모님은 서로를 모르는 사람이 되고 아이들도 잊어버린다.
점점 기억을 잃어가는 상황에서, 알렉스와 저스틴은 소원을 되돌리기 위해 '꿈의 돌'을 찾아 나선다. 막스는 부모님과 함께 리조트에 남지만, 기억을 잃어가고 알렉스와 저스틴이 돌을 찾으러 간 사실을 아버지에게 알린다. 아버지는 위험한 여정임을 알지만 아이들을 돕기로 결심하고, 엄마도 함께하게 된다.
꿈의 돌을 찾아낸 알렉스와 저스틴은 돌을 훔치려는 지젤과 마주치고, 결국 돌은 엄마의 손에 들어가게 된다. 한편 막스는 완전히 기억을 잃고 사라지기 직전, 엄마가 기억해 내면서 위기를 넘긴다. 아버지는 알렉스와 저스틴에게 마법 결투를 제안하고 승자는 완전한 마법사가 되지만 패자는 마력을 잃게 된다. 알렉스가 이기지만 저스틴이 기억을 잃고 사라지려 하자 절망한다. 결국 엄마가 '꿈의 돌'을 가져와 알렉스를 돕고, 알렉스는 모든 것을 되돌리는 소원을 빈다.
시간이 되감기되어 처음 소원을 빌기 전으로 돌아가고, 알렉스는 엄마에게 사과한다. 부모님은 기억을 못 하지만, 알렉스는 저스틴과 막스와 함께 돌아와 이전처럼 행복한 가족의 모습을 되찾는다.

## 출연

### 주연
- 셀레나 고메즈
- 데이빗 헨리
- 제이크 T. 오스틴

### 조연
- 데이비드 드루이즈
- 제니퍼 스톤
- 마리아 카날스 바레라
- 마리제 알바레즈

## 기타
- 미술: 마크 호펠링
- 배역: 루스 램버트

## 같이 보기
- 디즈니 채널의 오리지널 영화 목록